# Diego de Ordás
Diego de Ordás (ur. 1480 w Zamorze, zm. 1532) – podróżnik i konkwistador hiszpański.
Diego de Ordás był związany z gubernatorem Kuby Diego de Velazquezem a tym samym przeciwnikiem Hernána Cortésa i jego planom podboju państwa Azteków. Cortés aresztował go ale podczas kampanii azteckiej uwolnił, a Ordás stał się jego wiernym żołnierzem. W 1531 roku uczestniczył w wyprawie do południowowschodniej Ameryki Południowej – dotarł do Amazonki, zbadał bieg rzeki Orinoko i Meta. W wyprawie uczestniczyło 600 żołnierzy i 27 koni. Po osiągnięciu ujścia Amazonki wyprawę dopadł sztorm, który zatopił trzy statki.
Ordás skierował się następnie ku ujściu Orinoko. Tam zbudował brygantynę i popłynął rzeką przez równinę nazwaną przez niego Llanos. 300 km w głębi lądu założył obóz i wysłał zwiad w stronę Wyżyny Gujańskiej. Rekonesans nie przyniósł pomyślnych wieści lecz Ordás postanowił dalej płynąć Orinoko. Po kolejnych 300 km doszło do starcia z Indianami. Konkwistadorzy pokonali ich, a od jeńców dowiedzieli się o złotodajnej krainie El Dorado leżącej nad lewobrzeżnym dopływem Orinoko. Rzeką, nazwaną Meta, wyprawa skierowała się w stronę mitycznej krainy, lecz sforsowanie rzeki okazało się zbyt trudne. Choroby i brak zaopatrzenia spowodowały, iż Ordás nakazał powrót na wyspę Cubagua.
Na Cubagua Diego de Ordás wszedł w spór z miejscowym burmistrzem i został uwięziony, a sprawę skierowano do trybunału w Santo Domingo, a następnie do Hiszpanii. W drodze do Hiszpanii Ordás zmarł.